# Relações entre China e Rússia
As relações entre China e Rússia são as relações de múltiplas feições entre a República Popular da China e a Federação Russa e, em retrospectiva histórica, entre a série de Estados predecessores que existiram no território atual desses Estados nos últimos 400 anos. No estágio atual, a interação sino-russa é caracterizada por uma ampla gama de áreas de cooperação, incluindo contatos intensivos ao mais alto nível, relações comerciais, econômicas e humanitárias, cooperação na arena internacional, inclusive no Conselho de Segurança das Nações Unidas, participação conjunta em arranjos internacionais, como a Organização para Cooperação de Xangai (OCX), o agrupamento BRICS e outras.
São relações diplomáticas estabelecidas entre a República Popular da China e a Federação Russa. Ambos são vizinhos, com uma extensão de 4.250 km na fronteira entre os dois países. Desde 1991, com a dissolução da União Soviética e o estabelecimento da Federação Russa, estas relações tem melhorado drasticamente inclusive ao ponto de deixarem de usar o dólar como moeda de comércio exterior.

## Histórico

### Principados russos e o Império Yuan
Os primeiros contactos entre os principados russos e a China datam dos séculos XIII-XIV, durante o reinado da dinastia mongol Yuan na China.  De acordo com a " História da Dinastia Yuan ", no primeiro ano do reinado sob o lema "Zhishun" (1329), os russos capturados na China defenderam as fronteiras e cultivaram a terra como colonos militares. O governo do Império Yuan estabeleceu um órgão especial em Pequim que foi responsável por gerenciá-los.
Em Pequim, os prisioneiros russos foram inscritos na guarda do Khan, na qual foram formados regimentos: Kipchak (de Kipchaks - Polovtsy), Asu (de Ases - Alans) e russo. A formação da guarda do Khan, composta por russos, foi chamada de "Regimento de Segurança Russo, famoso por sua lealdade" (em chinês: 宣忠斡罗思卫亲军, em pinyin: Xuanzhong olosy wei qinjun). As informações sobre a força inicial do regimento não foram preservadas, mas sabe-se que em 1331 600 pessoas foram atribuídas a ele. A “História da Dinastia Yuan” de 1332 menciona a chegada a Pequim de russos capturados três vezes, totalizando 170, 2500 e 30 pessoas com 103 adolescentes. Há também uma menção à nomeação do comandante mongol Boyan como comandante dos regimentos mongóis, Kipchak e russos. No século XVI, sob Ivan, o Terrível, duas embaixadas foram equipadas para buscar um caminho para a China através da Ásia Central e Mongólia.

### Estado Russo e Império Ming
Após a dinastia mongol Yuan, a dinastia Ming chegou ao poder na China.  Após a fundação de Tobolsk, seu governador enviou cossacos ao Extremo Oriente . Na segunda metade do século XVII, cossacos e camponeses russos se estabeleceram na Transbaicália e na região de Amu, construíram várias prisões ao longo do Amur, sendo a maior delas Albazin na margem esquerda do Amur e Nerchinsk no rio Shilka.
- 1608  - Primeira tentativa de entrada na China. O czar Vasily Shuisky assinou um decreto sobre o envio de uma embaixada a Altan Khan e ao estado chinês, mas por causa da guerra entre Shola Ubashi Khuntaiji e os Kalmyks Negros, a embaixada não chegou ao seu destino. Em 1616, uma nova embaixada foi enviada, chefiada pelo ataman Vasily Tyuments. A delegação foi recebida por Shola Ubashi-khuntaiji, mas a embaixada não foi além da China, retornando a Moscou. No século XIX, acreditava-se que a primeira delegação russa foi para a China sob Ivan, o Terrível, em 1567, liderada pelos chefes Ivan Petrov e Burnash Yelychev, que supostamente se seguiram de um antigo manuscrito russo. Mas depois o manuscrito foi reconhecido como falso, e o próprio fato da viagem era uma ficção.[5]
- 1618  - O governador de Tobolsk envia uma embaixada de cossacos à China da Dinastia Ming para estabelecer relações.
- 1641 - 1642  - A viagem do cossaco E. Vershinin à China.[1]

### Estado Russo e Império Qing
Como resultado das conquistas dos Manchus, o poder da dinastia Manchu Qing foi estabelecido na China.
- 1650s - 1680s - Conflito de fronteira Russo-Qing. A luta da Rússia e da China pelo controle da região de Amur.
- 1654 - 1657  - a embaixada de F.I. Baikov , que sofreu um fracasso diplomático, mas compilou uma série de descrições e documentos detalhados.
- 1675 - 1678  - a embaixada de Spafari. O Império Qing da Manchúria, que assumiu a China, ainda se recusa a reconhecer os assentamentos russos na região de Amur .
- 1684  - ataques das tropas manchus aos assentamentos russos, o cerco de Albazin e Nerchinsk .
- 1689  - Tratado de Nerchinsk  - o primeiro tratado entre a Rússia e o Império Qing, que estabelecia a fronteira entre os estados, o procedimento de comércio e resolução de disputas. Assinado durante a embaixada de F. Golovin. A Rússia renunciou às reivindicações de grandes territórios ao sul do Amur.
- 1727  - O Tratado de Burin (Tratado de Burin) foi elaborado durante o período da embaixada de Vladislavich. Contém esclarecimentos sobre as fronteiras sob o Tratado de Nerchinsk.
- 1727  - Tratado de Kyakhta sobre delimitação e comércio entre a Rússia e o Império Qing, elaborado durante o período da Embaixada de Vladislavich no decorrer dos trabalhos do Tratado de Burin.
- 1851  - é assinado o Tratado de Kuldzha  - um pacto comercial entre a Rússia e a China, delimitando territorialmente as esferas de comércio e influência econômica da Rússia e da China no Turquestão Oriental.
- 1858  - Enfraquecido pela Segunda Guerra do Ópio, a dinastia Qing assina o Tratado de Aigun com a Rússia, segundo o qual a Rússia recebe a região de Amur.
- 1860  - no final da Segunda Guerra do Ópio entre o Império Qing e os países europeus, vários tratados (Convenção de Pequim) foram assinados, um dos quais consolida as disposições do Tratado de Aigun. A Rússia recebe o Primorye.
- 1864  - Protocolo Chuguchak, que garantiu a delimitação de territórios na Ásia Central. Este protocolo acabou com o duplo pagamento de tributo pelos cazaques aos impérios russo e chinês. Após sua assinatura, os cazaques do Senior Zhuz começaram a prestar homenagem apenas ao Império Russo.
- 1868  - Guerra Manzovskaya com colonos chineses (manz) que vivem em Primorye.
- 1871  - A revolta de Dungan leva ao desaparecimento do controle central em Xinjiang e ao estabelecimento do estado efêmero de Yakub Beg em Kashgar. As tropas russas ocupam a região de Gulja.
- 1871-1881 - Crise de Kuldzha. A Rússia e a China estão à beira de uma guerra por causa de uma disputa sobre o status da região.
- 1881  - Tratado sobre a região de Ili (1881), que garantiu a resolução do conflito entre os países. A Rússia devolveu Gulja à China em troca de parte do território no vale do rio Ili e perto do lago Zaisan, além da China pagar 9 milhões de rublos.
- 1896  - Tratado de União entre o Império Russo e a China (1896), nos termos do qual a Rússia recebeu o direito de construir a Ferrovia Oriental Chinesa no território da Manchúria. A conclusão deste acordo foi imposta à China após a sua derrota na Guerra Sino-Japonesa, dada a falta de fundos do tesouro chinês.
- 1897  - a conclusão da convenção russo-chinesa como resultado da deterioração da situação militar e econômica na China. A Rússia condicionou sua ajuda à China concedendo-lhe Port Arthur e Dalian em arrendamento. A esquadra russa ocupa Port Arthur .
- 1897 - 1903  - A Rússia constrói a linha original (mais direta) da Ferrovia Transiberiana que cruza a Manchúria como a Ferrovia Oriental Chinesa . A rota de hoje, que passa inteiramente pelo território da Rússia, foi concluída apenas em 1916 .
- 1898  - Os russos fundaram a cidade de Harbin  - a estação ferroviária da convenção russo chinesa.
- 1898  - foi assinada a Convenção Russo-Chinesa, segundo a qual a Rússia garantiu o status da Chinese Eastern Railway  e arrendou territórios para acesso ao mar, incluindo Port Arthur .
- 1898 - a cidade de Dalian (Far)  foi fundada pelos russos no território chinês arrendado.
- 1900-1901 -  participação das tropas russas na repressão do levante de Ihetuan .
- 1905  - após a derrota da Rússia na Guerra Russo-Japonesa , é assinado o Tratado de Portsmouth, segundo o qual a Rússia perde os portos arrendados e a filial do Chinese Eastern Railway de Port Arthur a Kuanchengzi. Denuncia-se o Tratado de União entre o Império Russo e a China (1896) .
- 1913  - A Rússia reconheceu oficialmente a República da China.[1]

### URSS e China
Uma síntese das principais relações entre a URSS e a China:
- 1922 - Numerosos refugiados chegam da Rússia à China  após a revolução. A população russa de Harbin, Xangai e outras cidades chinesas está aumentando.
- 1927  - após o fracasso da Revolta de Cantão de 1927, as relações diplomáticas entre a URSS e a China foram rompidas em 14 de dezembro.
- 1929  – A guerra civil na China desestabiliza a situação na Manchúria. A liderança chinesa está tentando tirar o Chinese Eastern Railway (Ferrovia Oriental Chinesa) da URSS pela força. Conflito na Ferrovia Oriental Chinesa.
- 1932  - entre a China e a URSS no Extremo Oriente, o Japão cria o estado de Manchukuo, hostil à URSS.
- 1933 - 1934  - Intervenção soviética em Xinjiang em apoio à liderança separatista da região.
- 1938  - As tropas japonesas invadem a URSS a partir do território de Manchukuo. Durante a operação na área do Lago Khasan, eles foram derrotados pelas tropas soviéticas. O conflito se repete em 1939 no território da Mongólia, próximo ao rio Khalkhin.
- 1937 - 1942  - Especialistas soviéticos, pilotos, conselheiros militares auxiliam a China na guerra contra os invasores japoneses .
- 1937 - 1938  - com a participação de vários milhares de especialistas soviéticos, trabalhadores chineses construíram uma rodovia de 2.925 quilômetros através de Xinjiang para entregar mercadorias da URSS.
- 1938  - A URSS e o governo de Xinjiang (depois de realizar trabalhos de exploração geológica com assistência soviética) firmaram um acordo verbal sobre a construção de uma refinaria de petróleo em Tushangzi em base de paridade, que foi concluída em novembro de 1940. Em 1939 - maio de 1941, 9 poços foram perfurados no campo, o débito diário de petróleo bruto foi de 1,2 toneladas.
- 16 de junho de 1939  - foi assinado um acordo comercial entre a URSS e a China.
- 1945  - A URSS derrota o exército japonês na Manchúria.
- 1945-1949 -  com apoio soviético, Mao Zedong e o Partido Comunista da China chegam ao poder na China .
- 2 de outubro de 1949  - A União Soviética é o primeiro país do mundo a reconhecer a República Popular da China, um dia após a sua criação.
- 1949 - 1956  - o auge das relações soviético-chinesas. Tratado Soviético-Chinês de Amizade, Aliança e Assistência Mútua. A China está sendo auxiliada na construção de um Estado, de um exército e de especialistas em treinamento. Dalian e a Ferrovia Oriental Chinesa foram novamente transferidas para a China . O general da KGB Nikolai Leonov observou que, de acordo com a decisão tomada pela liderança da URSS, a República Popular da China foi transferida para todas as agências de inteligência soviéticas criadas na China naquela época. “Devemos fortalecer de todas as maneiras possíveis a amizade fraterna eterna e indestrutível da União Soviética com o grande povo chinês”, observa o presidente do Conselho de Ministros da URSS em seu discurso na reunião de luto no dia do funeral de Stalin.G.M. Malenkov. “Depois da vitória na guerra, a União Soviética nos estendeu a mão amiga e a amizade para restaurar a economia chinesa ”, observa Cao Gangchuan, membro do Politburo do Comitê Central do PCC. Além da assistência econômica, a URSS ajudou intensamente a China a criar um exército e uma marinha modernos.
- 29 de setembro - 12 de outubro de 1954, ocorreu a primeira visita à China do Partido Soviético e da delegação do governo, convidados para o 5º aniversário da fundação da China. Como resultado da visita, foi assinado um grande pacote de acordos, que acabou sendo precipitado e pouco lucrativo para a URSS. Em particular, as participações soviéticas em joint ventures em Xinjiang e Dalian para a extração de metais não ferrosos e raros, extração e processamento de petróleo, construção e reparação de navios e organização e operação da aviação civil foram transferidas para a China gratuitamente de cobrança. Também foi assinado um acordo sobre a retirada das unidades militares soviéticas da base naval chinesa de uso conjunto na cidade de Port Arthur e na transferência desta base para a plena disposição da República Popular da China até 31 de maio de 1955. Nas negociações informais entre N. S. Khrushchev e Mao Zedong, eles concordaram com o "status igual" de ambos os países no movimento operário e comunista internacional e a divisão do trabalho, segundo a qual a China era responsável pela região asiática.
- 1956 - Após Khrushchev  chegar ao poder e o XX Congresso (exposição do culto à personalidade de Stalin), as relações entre os dois países pioraram. Mao Zedong acusa o governo soviético de revisionismo e concessões ao Ocidente (particularmente durante a crise dos mísseis cubanos ). Os líderes da China consideraram o conceito ideológico soviético de " coexistência pacífica " e as críticas ao culto à personalidade de Stalin errôneas .
- Nas conversações de 2 a 3 de outubro de 1959, Mao Zedong, pela segunda vez depois de se encontrar com N. S. Khrushchev em 31 de julho a 3 de agosto de 1958, exigiu a transferência de segredos de mísseis nucleares para a China, e também afirmou que as decisões do XX Congresso sobre o culto à personalidade de Stalin foram injustificados e inaceitáveis, já que Stalin era o líder não apenas do PCUS, mas também do movimento comunista mundial, incluindo o chinês, e isso "complicou extremamente a situação no movimento comunista mundial e complicou as relações entre as duas partes".
- Em 18 de agosto de 1960, a URSS chamou todos os especialistas da República Popular da China e cancelou os acordos comerciais concluídos anteriormente.
- 1963  - troca de cartas entre o Comitê Central do PCUS e o Comitê Central do PCC, expressando as diferenças entre suas posições ideológicas.
- 1964  - Mao declara que o capitalismo venceu na URSS. Uma ruptura quase completa nas relações entre o PCUS e o PCC.
- 1966  - o início da revolução cultural na China. Guardas Vermelhos cercam a embaixada soviética e ocorrem ataques ao pessoal da missão diplomática. Repressões contra membros da liderança e base do partido comunista da china, suspeitos de simpatia pela União Soviética.
- 1969  - conflitos armados de fronteira entre a URSS e a China perto da Ilha de Damansky (Primorye), o rio Tasta e o lago Zhalanashkol (Cazaquistão).
- Em 11 de setembro de 1969, no aeroporto de Pequim, o primeiro- ministro do Conselho de Estado da República Popular da China, Zhou Enlai, reuniu-se com o presidente do Conselho de Ministros da URSS Kosygin para resolver os confrontos armados extremamente tensos nas regiões de leste e oeste e discutir as relações fronteiriças sino-soviéticas entre os dois países; a reunião marcou o início da normalização gradual das relações soviético-chinesas, foi decidido re-nomear embaixadores e intensificar os laços comerciais e econômicos.
- 1984  - retomada do intercâmbio de alunos e estagiários (70 pessoas de cada lado).
- Dezembro de 1986 - Os Consulados Gerais são abertos: chinês em Leningrado e soviético em Xangai.
- 1989  - restauração das relações interpartidárias, visita de M. S. Gorbachev à China, normalização das relações.[6]

A República Popular da China atribui importância à criação de “histórias de relações” entre a China e a Rússia: “O conteúdo fundamental de todas essas “histórias” é o mesmo. Sua essência é dar aos leitores uma ideia da história como uma guerra praticamente contínua ou como uma luta da China contra a “agressão” e os “direitos desiguais” da Rússia desde o início de nossas relações no século XVII até o final do século XX”.
Alguns especialistas russos acreditam que em seus escritos, estudiosos russos chineses do início do século XXI enfatizam e repetem deliberadamente as palavras "guerra" e "inimigo" em relação às relações da China com a Rússia, cumprindo claramente as tarefas que o departamento de propaganda do Comitê Central do República Popular da China lhes propõe. Além disso, no século XXXI, o ponto de vista oficial da República Popular da China ainda é que em 1969 a agressão soviética ocorreu na Ilha de Damansky e na área do Lago Zhalanashkol.

### Rússia e China
- 1991  - após o colapso da URSS , começa uma nova era de relações entre a Rússia e a China, oficialmente boas relações são mantidas. A partir do período de 1991-1996, quando as relações entre os dois estados passaram da simples normalização para a parceria de boa vizinhança. Em 16 de julho de 2001, por iniciativa do presidente chinês Jiang Zemin, foi assinado um acordo de boa vizinhança, amizade e cooperação:[7]
- 2001 - a conclusão do acordo russo-chinês sobre boa vizinhança, amizade e cooperação, a criação da Organização de Cooperação de Xangai.[7]
- 2005  - Foi ratificado um acordo sobre a resolução de questões fronteiriças disputadas entre os dois países, em resultado do qual a China recebeu um número de territórios em disputa com uma área total de 337 quilômetros quadrados. Os primeiros exercícios militares conjuntos estão sendo realizados. A cúpula da OCX adotou uma declaração pedindo aos Estados Unidos que determinem o momento da retirada das bases militares americanas das ex-repúblicas soviéticas na Ásia Central.[7]
- Como Ph.D. Elena Podolko: Pela primeira vez na história das relações bilaterais, Rússia e China realizaram o Ano da Rússia na China em 2006 e o Ano da China na Rússia em 2007; exercícios militares antiterroristas de grande escala sem precedentes alternadamente na China e na Rússia com a participação dos países membros da OCX.[7]
  - 2007 - Exercícios antiterroristas da OCX.
  - 2006 é o ano da Rússia na China.
  - 2007 é o ano da China na Rússia.[7]
- 2009 - Programa de cooperação entre as regiões do Extremo Oriente e da Sibéria Oriental da Federação Russa e do Nordeste da China até 2018.[7]
- 2009 é o ano da língua russa na China.[7]
- 2010 - o ano da língua chinesa na Rússia, a conclusão da construção de uma filial para a China do oleoduto da Sibéria Oriental - Oceano Pacífico.[7]
- 2012 é o ano do turismo russo na China (de acordo com as estatísticas do lado russo, o número de turistas chineses que visitaram a Rússia em 2012 aumentou 47% em relação ao ano anterior).[7]
- 2013 é o ano do turismo chinês na Rússia.[7]
- No início de 2022, ocorreram eventos nas relações russo-chinesas que testemunham a aproximação estratégica desses dois estados. Depois que a China apoiou publicamente a posição da Rússia sobre as garantias de segurança europeias, o presidente russo Vladimir Putin e o presidente chinês Xi Jinping assinaram uma declaração conjunta em Pequim em 4 de fevereiro, na qual a Rússia demonstrou sua prontidão para apoiar a China em várias questões regionais sensíveis. Assim, Rússia e China declararam adesão ao princípio "uma China" e rejeitaram a ideia da independência de Taiwan "seja qual for a forma". A declaração conjunta também atacou o Japão sobre "os planos do Japão de despejar água radioativa da usina nuclear de Fukushima no oceano e o impacto potencial de tais ações no meio ambiente".[7]
- Numa declaração conjunta, em particular, foi dito: “As partes se opõem a uma maior expansão da OTAN, apelam à Aliança do Atlântico Norte para abandonar as abordagens ideológicas da Guerra Fria, respeitar a soberania, segurança e interesses de outros países, o diversidade de suas formas civilizacionais e culturais e históricas, se relacionam de forma objetiva e justa com o desenvolvimento pacífico de outros Estados. Pequim também apoiou outras propostas de segurança de Moscou, que, por sua vez, prometiam não reconhecer a independência de Taiwan.[7]
- Ao mesmo tempo, Vladimir Putin e o líder chinês Xi Jinping mantiveram conversações, como resultado, em particular, foi anunciado um novo contrato para o fornecimento de gás à China a partir de campos do Extremo Oriente.[7]

A Rússia tornou-se o primeiro país que o líder da China, Xi Jinping, visitou na qualidade de chefe de Estado - o presidente da China. O vice-primeiro-ministro do Conselho de Estado da República Popular da China Wang Yang observou anteriormente que isso indica que a nova liderança chinesa atribui grande importância ao desenvolvimento das relações com a Rússia. Xi Jinping foi um dos líderes mundiais que visitou a Rússia para participar da celebração do 70º aniversário da Vitória na Grande Guerra Patriótica em 9 de maio de 2015.
Há dúvidas de que a cooperação russo-chinesa seja realmente benéfica e promissora, ou pelo menos pode se tornar tal para o lado russo. As relações comerciais continuam a se fortalecer, mas são mais adequadas aos interesses da China do que da Rússia. O especialista Stephen J. Blank avalia as perspectivas para as relações russo-chinesas da seguinte forma: “Os fracassos políticos e econômicos da Rússia no desenvolvimento do Extremo Oriente minaram seu desejo de um status estável de grande potência na Ásia e sua capacidade de desempenhar esse papel. Se essas tendências continuarem em sua forma atual, a Rússia se tornará um parceiro menor da China e um fornecedor de matérias-primas, e não uma potência independente na Ásia ".
Uma conclusão semelhante está contida no relatório de especialistas do Conselho Europeu de Relações Exteriores: a China está na posição de "uma superpotência emergente que vê cada vez mais a Rússia como um parceiro menor". Alguns pesquisadores vão muito mais longe em suas conclusões. Assim, B. Mironov acredita que a aprovação da Lei 473-FZ no final de 2014 ajudará a China a formalizar legalmente a anexação real (econômica e demográfica) do Extremo Oriente e da Sibéria. E N. Mikhalkov apontou diretamente para o risco de apreensão militar desses territórios - mantendo seu subdesenvolvimento, escassamente povoado, com alto nível de corrupção e baixa prontidão de combate do exército. Uma combinação de sérios problemas internos causados pela superpopulação, escassez aguda de minerais, terra e água; a natureza dos sistemas de armas adquiridos pelo ELP e os exercícios realizados nos distritos militares que fazem fronteira com a Federação Russa preocupa seriamente os especialistas militares.
Tendências gerais no desenvolvimento das relações
Mesmo antes da crise, por causa dos acontecimentos na Ucrânia , V. Putin proclamou a “virada para o leste” uma prioridade da política externa da Federação Russa. Mas o principal parceiro comercial da China são os Estados Unidos, não a Federação Russa e uma diferença significativa no potencial económico dos “parceiros”, bem como uma diferença de interesses, criam pré-requisitos para que a cooperação seja mais benéfico para a China e não para a Federação Russa. Vários autores estão preocupados com o aumento da atividade econômica dos chineses no território da Federação Russa, especialmente após a adoção da lei “Sobre territórios de desenvolvimento socioeconômico avançado na Federação Russa” (N 473 -FZ), que remove restrições sobre, por exemplo, o uso de trabalhadores estrangeiros. O desmatamento bárbaro por empresários chineses priva os povos indígenas do Extremo Oriente e da Sibéria de seu único habitat; e o uso por agricultores chineses de pesticidas tóxicos e agrícolas proibidos na Federação Russa já causaram indignação e protestos de moradores locais preocupados.
Nos últimos anos, as relações entre a China e a Rússia têm sido marcadas pelo desenvolvimento progressivo da parceria bilateral, que está adquirindo um caráter abrangente. Autoridades dizem que as relações China-Rússia estão no mais alto nível da história, e ainda há um potencial significativo para avançar na cooperação prática em uma ampla gama de áreas. O desenvolvimento de uma visão estratégica de longo prazo dos fundamentos do desenvolvimento mundial, a formulação de posições conceituais comuns em várias regiões e o desenvolvimento de iniciativas conjuntas no campo da segurança continuam sendo tarefas atuais. Os esforços conjuntos das duas potências estão contribuindo positivamente para a solução dos problemas de segurança e desenvolvimento no Afeganistão, Oriente Médio, África, Península Coreana e outras regiões.
Os países mantêm um nível tradicionalmente alto de cooperação nas esferas técnico-militar e militar. Intercâmbios regulares são realizados entre as estruturas militares da Federação Russa e da China, exercícios conjuntos. A Rússia e a China estão cooperando no desenvolvimento de um sistema de alerta de ataque de mísseis, o que indica um alto grau de confiança mútua em áreas sensíveis. Há uma certa assimetria na proporção atual dos componentes básicos da parceria russo-chinesa - cooperação política e militar-estratégica mais avançada em um contexto de áreas comerciais, econômicas e de investimento atrasadas.
Cooperação comercial e econômica: o comércio mútuo em 2019 cresceu 3,4%, chegando a US$ 110,76 bilhões, a estrutura do comércio russo-chinês estava melhorando, em particular, o fornecimento de produtos agrícolas da Rússia para a China aumentou. As partes estão trabalhando para aumentar a participação dos acordos em moedas nacionais. Em 2020-2021 são realizados os Anos de Cooperação Científica, Técnica e Inovadora entre a China e a Federação Russa. A cooperação russo-chinesa na cultura está se desenvolvendo, o número de projetos conjuntos no campo da cinematografia aumentou significativamente.

## Assentamento fronteiriço
Em 2005, a Duma Estatal da Federação Russa e a Assembleia Nacional dos Representantes do Povo da China ratificaram um acordo adicional entre a Federação Russa e a China sobre a fronteira estatal russo-chinesa em sua parte oriental. Esse processo completou a solução dos problemas fronteiriços nas relações entre a Rússia e a China - um processo de negociação de longo prazo que foi lançado pela URSS e a China em 1964 e que, além das negociações entre diplomatas, também foi acompanhado de derramamento de sangue em ambos lados.
O acordo complementar define a linha de fronteira na área da Ilha Bolshoi no curso superior do rio Argun (Território Transbaikal) e o território das Ilhas Tarabarov e Bolshoy Ussuriysky no Amur. Esses dois trechos representam menos de 2% da extensão total da fronteira de 4,3 mil km. O acordo prevê uma distribuição igualitária de áreas com uma área total de 380 km², não acordada na conclusão do acordo anterior entre a URSS e a China na fronteira do estado soviético-chinês em sua parte leste de 16 de maio de 1991. A fronteira será fixada ao longo do fairway dos rios navegáveis, e para os rios não navegáveis - no meio do rio. O documento foi assinado pelos chefes de Estado em 14 de outubro de 2004.
A assinatura e ratificação dos acordos pelo lado russo foi encarada com hostilidade pelos círculos políticos patriótico-estatistas russos, que os veem como uma concessão à China de territórios primordialmente russos. Segundo o Ministério das Relações Exteriores da Rússia, a assinatura e ratificação deste acordo não significa nem concessões nem a transferência de “territórios russos para a China, e não estamos falando de algum tipo de ganho territorial por este país do nosso território”. Em agosto de 2005, ocorreram os primeiros exercícios militares conjuntos russo-chineses.
Em agosto de 2012, durante o processo de demarcação, surgiram divergências entre a Rússia e a China sobre a linha de fronteira do estado na seção ocidental da fronteira russo-chinesa. A China exige uma mudança da linha de fronteira do estado para dentro do território da Rússia. A área das reivindicações territoriais da China à Rússia atinge 17 hectares.
Vários especialistas observam que - apesar do acordo declarado alcançado - o lado chinês, de fato, não considera a situação atual final e aceitável para si mesmo; e a mídia chinesa totalmente controlada pelo Estado que opera dentro do país continua a afirmar que uma parte significativa do território do atual Extremo Oriente da Federação Russa foi anteriormente tirada da China como resultado de “tratados desiguais” (ou seja, que deve ser devolvido).

## Problemas da integridade territorial da China

### Problema de Taiwan
A Rússia apoia o princípio da integridade territorial da China. Após a adoção pela República Popular da China, em março de 2005, da lei "Sobre o combate à divisão do país", o presidente Putin declarou seu apoio inequívoco a essa lei. Ao mesmo tempo, a ênfase está na necessidade de usar meios políticos para garantir a unidade territorial da China. O Ministério das Relações Exteriores da Rússia expressou "compreensão dos motivos" para a adoção desta lei. Segundo o porta-voz do Ministério das Relações Exteriores da Rússia, A. Yakovenko, “acreditamos que existe apenas uma China no mundo, da qual Taiwan é parte integrante. Com base nisso, nos opomos à independência de Taiwan de qualquer forma e não aceitamos o conceito de "duas Chinas" ou "uma China e uma Taiwan". As relações econômicas, científicas, técnicas, culturais e outras relações não oficiais entre a Rússia e Taiwan são realizadas por cidadãos individuais e organizações não governamentais, enquanto os contatos entre a Rússia e Taiwan não podem usar os símbolos estatais da Rússia e os símbolos e o nome da República da China. Em Taiwan, há um escritório de representação da não governamental Comissão Coordenadora de Cooperação Econômica e Cultural Moscou-Taipei, que defende os interesses russos, e em Moscou, uma Comissão Coordenadora de Cooperação Econômica e Cultural semelhante Taipei-Moscou.

### Tibete
A China estabeleceu seu poder sobre o Tibete em 1950 e, desde então, o Tibete sempre foi parte integrante da República Popular da China para a liderança da URSS e da Rússia. De 2001 a 2004, a Rússia recusou-se a conceder visto de entrada para o chefe espiritual dos budistas do mundo e o líder religioso do Tibete, o 14º Dalai Lama, Agwan Lobsan Tenjin Gyatso, reverenciado pelos cidadãos russos que praticam o budismo (principalmente na Calmúquia), Tuva, Buryatia e duas regiões autónomas de Buryat.  Antes disso, o Dalai Lama visitou os budistas russos sete vezes durante 1979-1996. Em 1994, enquanto em Moscou, ele até falou na Duma do Estado. No entanto, quanto mais forte a parceria russo-chinesa se tornava, mais difícil era para o Dalai Lama entrar na Rússia. Somente no final de novembro de 2004 ele foi novamente autorizado a visitar Kalmykia com uma condição - recusando-se a ter qualquer contato com oficiais. Desde então, os vistos foram negados novamente sob vários pretextos.

## Cooperação econômica

### Período pré-revolucionário
A primeira caravana (estatal) foi enviada de Moscovo para o Império Qing em 1698 (atravessou a fronteira chinesa apenas em 1699) . Em 25 de agosto de 1728, foi aberto o comércio entre a Rússia e a China através de Kyakhta, em 1735 a pena de morte foi introduzida na Rússia para indivíduos que exportassem ruibarbo chinês da Sibéria (o comércio deste produto foi declarado monopólio estatal). Em 1762, o comércio de caravanas com a China foi transferido para mãos privadas, naquela época o Império Celestial era um parceiro proeminente de Moscou: o Império Qing em 1760 representava 7,5% do volume de negócios do comércio exterior da Rússia . A exportação russa mais importante para o Império Qing no século 18 eram peles.
Em seguida, o chá tornou-se quase a única mercadoria fornecida da China para a Rússia - em 1812-1817 foi responsável por 68,3% das importações da China através de Kyakhta, em 1839-1845 já 98,0%. Até o início do século XIX, também havia grandes entregas de tecidos do Império Qing - em 1812-1817, os tecidos de papel representavam 26,0% das exportações chinesas para a Rússia e a seda, 2,1%, mas na década de 1830, esses bens quase deixou de ser comprado.
O comércio em Kyakhta era de natureza cambial, além disso, de acordo com as regras de 1800, a exportação de dinheiro, lingotes de ouro e prata, armas e pólvora para a China, bem como a importação de sal, vodka, couro e gado do Reino Médio. Em 1812-1852, a estrutura das exportações russas para a China mudou drasticamente: a participação de peles caiu de 62 para 18%, mas a participação de produtos manufaturados (couros, tecidos, produtos de metal etc.) aumentou de 38 para 82 %. A principal exportação russa no século XIX eram produtos de tecido e papel domésticos e estrangeiros (até 1840) (338.000 arshins em 1813 e 3,3 milhões de arshins em 1852). Em meados do século XIX, em conexão com a "descoberta" da China e o início das entregas de chá pelo Canal de Suez, os costumes em Kyakhta foram abolidos. No século XIX, um comércio mais modesto do que em Kyakhta também foi realizado com a China através da Ásia Central e Cazaquistão  - nessa direção, o fornecimento de chá para a Rússia aumentou de 1.420 libras em 1836 para 44.815 libras em 1854. Nos últimos anos de existência do Império Russo, a China foi um importante parceiro comercial de Moscou: o Império Celestial em 1913 respondeu por 2,1% das exportações russas e 6,1% das importações. No início do século XX, a Rússia também era um dos maiores investidores estrangeiros na economia do Nordeste da China: em 1902, Moscou respondia por 30,3% dos investimentos estrangeiros nessa região e, em 1914, 15,4% (a queda se deve a à derrota na guerra russo-japonesa).

### Comércio

#### Comércio soviético-chinês
A Rússia soviética e a China (especialmente Manchúria e Xinjiang) precisavam tanto uma da outra que o comércio bilateral foi restaurado muito rapidamente. Já em 1920, as autoridades de Xinjiang, com o consentimento das autoridades de Pequim, convidaram a missão comercial e diplomática soviética a Ghulja para negociações, durante as quais foi concluído o Acordo bilateral de Ili em 27 de maio de 1920, que previa o estabelecimento de uma União Soviética agência em Ghulja para questões comerciais, bem como regular o comércio entre a Xinjiang a Rússia Soviética. Na década de 1920, couro, lã, peles, seda crua, algodão, chá, tabaco, cavalos, gado, frutas secas foram fornecidos de Xinjiang para a URSS, e açúcar, fósforos, derivados de petróleo, tecidos de algodão, fios e ferro foram exportados para Xinjiang da URSS e produtos de ferro, pratos, etc. Na década de 1930, a URSS dominava o comércio exterior de Xinjiang. No nordeste da China, a influência da URSS foi muito forte devido ao Ferrovia Trans-Manchuriana de dois países, que era servido por um grande número de cidadãos soviéticos. Mas após a venda da Ferrovia Trans-Manchuriana, a influência soviética no nordeste da China diminuiu drasticamente.
Os dados sobre o volume do comércio soviético-chinês são os seguintes (bilhões de dólares): em 1980 - 0,492, em 1985 - 1,881, em 1990 - 5,4, em 1991 - 3,9; No entanto, a participação da URSS no volume de negócios do comércio exterior da China foi significativa: em 1980 - 1,3%, em 1985 - 3,1%, em 1990 - 3,8%, em 1991 - 2,9%.

#### Comércio russo-chinês em 1992-2004
Em 1993-2004, a estrutura do comércio russo-chinês sofreu mudanças significativas. A participação de máquinas e equipamentos nas exportações russas em 1993-2004 caiu de 35,2% para 4,9%, metais ferrosos em 41,4% para 12,4%. Mas durante esse período, a participação de madeira e produtos de madeira aumentou acentuadamente na estrutura das exportações da Federação Russa de 0,9 a 11,7%, combustível mineral, petróleo e derivados de petróleo de 4,2 a 34,8%, peixes, moluscos e crustáceos de 1. 5 a 6,5%, polpa de papel e polpa de 0,2 a 3,6%. Importações russas da China em 1993-2004 também sofreu algumas mudanças: a participação de máquinas e equipamentos passou de 7,1% para 16,9%, peles de 1,1% para 13,2%.

### Depois de 2004
Em 2004, o volume do comércio russo-chinês foi de US$ 21,2 bilhões. O comércio russo-chinês em 2004-2012 foi caracterizado por um aumento da participação da China nas importações totais da Rússia de 6,3% para 16,5%. Também em 2004-2012, a participação da China nas exportações da Rússia aumentou de 5,6% para 6,8%. A participação da Rússia no comércio exterior da China é modesta - em 2012, a Federação Russa respondeu por 2,3% do volume de negócios do comércio exterior da China (embora em 2004 esse número fosse de apenas 1,8%).
Mas em 2012, a China foi responsável por 10,4% do volume de negócios do comércio exterior da Federação Russa (em 2004 - 5,8%). Em 2012, a Rússia forneceu 20,6% dos produtos petrolíferos, 9,1% do petróleo bruto, 7,2% do carvão, 1,8% do minério de ferro importado para a China. O volume de negócios do comércio sino-russo em 2014, segundo a Administração Geral das Alfândegas da República Popular da China, totalizou 95,3 bilhões de dólares, incluindo exportações russas de 41,6 bilhões de dólares (a participação de combustíveis minerais e derivados de petróleo foi 71,63%).
A estrutura das exportações russas (2014): 71,63% petróleo, derivados de petróleo e combustíveis minerais, 6,97% madeira, 3,96% metais não ferrosos, 3,05% peixes e mariscos, 2,89% minério, 2,25% fertilizantes, 1,22% pedras preciosas, 1,12 % máquinas e equipamentos) . Importações da China (2011): 40,9% máquinas e equipamentos, 9,3% produtos químicos, 6,3% calçados, 5,4% vestuário têxtil, 5,2% malhas. Das novas exportações russas, vale destacar a eletricidade (as primeiras entregas foram em 2009); em 2012, a Federação Russa exportou para a China 2,63 bilhões de kWh, 24 milhões de toneladas de petróleo e 19,3 milhões de toneladas de carvão. A China ocupa uma posição chave nas importações russas de calçado (78% das importações russas deste produto em 2012). Em 2014, o volume de negócios do comércio entre os dois países foi de US$ 88,4 bilhões.
Em 2017, cresceu 20,8% e em 2018 - 27,1% e ultrapassou US$ 107 bilhões. As sanções ocidentais contra a Rússia estimulam o crescimento do comércio entre a Rússia e a China, a expansão da cooperação e a construção da infraestrutura de transporte russo-chinesa. “As sanções contra a Rússia levaram a uma liberação natural de um número significativo de nichos no mercado russo, para o deleite da China e agora da Rússia. Isso nos permitiu criar novas rotas comerciais e logísticas, novas oportunidades de investimento” (Vice-Ministro das Relações Exteriores da Federação Russa Alexander Pankin).  Em 2021, o volume de negócios do comércio totalizou 140 bilhões de dólares, que foi o volume máximo por ano para todo o período.

##### No domínio do gás
O principal gasoduto (Power of Siberia) foi colocado em operação. Está planejado para ser comissionado o Power of Siberia - 2.  Em 4 de fevereiro de 2022, a Gazprom e a estatal chinesa de gás (CNPC) assinaram um contrato para fornecer gás à China. As entregas estão previstas para serem feitas a partir do Extremo Oriente. Juntamente com o fornecimento através do gasoduto Power of Siberia, o fornecimento de gás para a China atingirá 48 bilhões de m3 por ano.

##### No campo do petróleo
Em 4 de fevereiro de 2022, a Rosneft e a Corporção Nacional de Petróleo da China assinaram um acordo para o fornecimento de 100 milhões de toneladas de petróleo ao longo de 10 anos. O oleoduto principal foi colocado em operação - um ramo do oleoduto de petróleo "Sibéria Oriental Oceano Pacífico" ESPO "Skovorodino-Mohe". Através deste oleoduto, o petróleo é entregue às regiões do norte da China.

##### No campo da energia
A eletricidade é fornecida da Rússia para a parte norte da China.
Extração de madeira
A exportação de madeiras preciosas da Rússia adquiriu uma grande escala, enquanto a maioria das árvores são cortadas ilegalmente, causando danos econômicos e ambientais significativos à Federação Russa; a adoção da Lei 473-FZ (2014) criou condições mais favoráveis para a expansão dos negócios chineses na Federação Russa e exacerbou as consequências ambientais negativas das atividades dos empresários. O resultado das atividades das madeireiras (identificadas, entre outras coisas, pela análise de imagens de satélite) causa indignação entre a população local  e representa uma ameaça ao habitat dos povos indígenas.

### Comércio de fronteira
A Rússia desempenha um papel fundamental no comércio exterior da província chinesa fronteiriça de Heilongjiang (em 2013, a Federação Russa respondeu por 57,5% do comércio exterior total desta província da China. Ao mesmo tempo, o papel de Heilongjiang está crescendo: em 2003, a província respondeu por 18,75% do comércio russo-chinês, e em 2013 já 25,10%. O volume de comércio entre a Federação Russa e Heilongjiang aumentou em 2003-2013 de 2,955 para 22,360 bilhões de dólares  Em 1992, a China criou quatro "zonas de cooperação económica fronteiriça", onde se realiza o comércio transfronteiriço e a produção local: Heihe (área 41,6 km², volume de comércio exterior em 2007 ascendeu a 100 milhões de dólares, centrado em Blagoveshchensk), Suifenhe (uma área de 5 km², em 2009 o volume de comércio fronteiriço através da zona ascendeu a 1,52 bilhões de dólares, focado em Pogranichny), Manchúria (uma área de 70 km², o volume de comércio fronteiriço em 2007 ascendeu a 8,4 mil milhões de dólares, centrado em Zabaikalsk), Hunchun (área de 5 km², o volume de comércio transfronteiriço em 2007 ascendeu a 676,8 milhões de dólares, centrado em Zarubino). Também em 2000, foi criada a zona comercial fronteiriça russo-chinesa Dunnin-Poltavka, onde existe um regime de isenção de visto para os cidadãos dos dois países e um regime de comércio isento de impostos limitado. O volume de negócios do comércio da zona Dunnin-Poltavka em 2008 foi de 1,18 bilhão de dólares, incluindo as exportações chinesas para a Rússia - 1,15 bilhão de dólares.

### Projetos planejados
Em março de 2006, durante a próxima visita do presidente russo Vladimir Putin à China, vários memorandos foram assinados no campo do fornecimento de energia russo, o que permitirá à China aumentar sua segurança energética e obter independência da política externa dos EUA e da Europa Ocidental. Do lado russo, o direito de exportar recursos energéticos foi atribuído às empresas estatais - Gazprom, Rosneft e RAO UES / holding de energia elétrica russa (desde 2008, a RAO UES deixou de existir). Todos os memorandos envolvem a preparação de contratos de longo prazo para o fornecimento de gás, petróleo e eletricidade à China. Os documentos assinados fornecem:
- construção de dois gasodutos com capacidade de produção de 60-80 bilhões de metros cúbicos de gás por ano (custo estimado - $ 10 bilhões). Em 2009, a própria produção de gás natural da China foi de 85,2 bilhões de m³, consumo - 88,7 bilhões de m³. Ao mesmo tempo, o consumo está crescendo rapidamente, superando significativamente as possibilidades de produção doméstica. O primeiro gasoduto (gasoduto ocidental "Altai"), que está previsto para ser construído antes de 2011, passará dos Urais através de Altai até a seção ocidental da fronteira entre a Rússia e a China e será conectado ao oeste chinês. Gasoduto leste. Sua base de recursos são os campos de gás da Sibéria Ocidental.[10] O segundo gasoduto percorrerá a rota leste, que já foi parcialmente construída, de Sakhalin ao continente e mais adiante por Khabarovsk até a China. Os recursos do campo de condensado de gás Kovykta atualmente desenvolvido na região de Irkutsk ainda não estão planejados para serem usados.[10]
- construção de uma filial para a China do oleoduto planejado da Sibéria Oriental-Oceano Pacífico. Ao mesmo tempo - no início do século - a ideia de colocar um oleoduto da Sibéria Oriental para a China e aumentar o abastecimento de petróleo para este país foi ativamente pressionado pela liderança da petrolífera Yukos, no entanto, com o prisão de Mikhail Khodorkovsky e as subsequentes sanções fiscais à empresa, a empresa foi forçada a reduzir quase todos os seus projetos estrangeiros. A questão de várias opções para a rota do chamado Oleoduto Oriental vem sendo discutida há vários anos. Os principais concorrentes na luta pelo petróleo russo são a China e o Japão.[10]
- Criação de uma joint venture na China para a construção de postos de abastecimento e uma refinaria de petróleo com capacidade anual de 10 milhões de toneladas. A estatal chinesa de petróleo CNPC também gostaria de adquirir uma participação minoritária na estatal russa Rosneft.[10]
- preparação de um estudo preliminar de viabilidade para o fornecimento anual de até 60 bilhões de kWh de eletricidade à China. Para implementar este projeto, até 2020 será necessário comissionar 10,8 GW de capacidade de geração (principalmente usinas termelétricas baseadas em depósitos de carvão no Extremo Oriente russo) e 3.400 km de redes entre os dois países.[10]

### Investimentos
Investimentos russos na China
Em 2001, havia 1.100 empresas na China com capital russo totalizando US$ 220 milhões (0,01% de todo o investimento estrangeiro na China), em 2004 já havia 1.644 empresas com um volume total de investimentos russos acumulados de US$ 414 milhões (0,08% de todos os investimentos estrangeiros investimentos na China).
A participação da Rússia na construção de instalações na China:
- Tianwan NPP  - acordo de construção concluído em 1997. Em 2004 e 2005, duas unidades foram comissionadas. Em janeiro de 2022, 6 unidades de energia foram colocadas em operação . A construção das unidades de energia 7 e 8 começou.[11]

Investimento chinês na Rússia
Em 2012, a China respondeu por 1,1% de todo o investimento estrangeiro direto na Rússia, totalizando US$ 212,2 milhões. A partir de 2010, a maior parte dos investimentos diretos acumulados chineses (54,7%) caiu no Distrito Federal Noroeste da Rússia, enquanto apenas 10,5% e 16,2% foram para os Distritos Federais do Extremo Oriente e da Sibéria na fronteira com a China. Vale ressaltar que o volume de investimento direto da China na Federação Russa na década de 2000 oscilou muito ao longo dos anos: em 2004 foi de US$ 83,9 milhões, em 2005 - US$ 13,1 milhões, em 2006 - US$ 105,6 milhões. 2007 - USD 228,6 milhões, em 2008 - USD 109,6 milhões, em 2009 - USD 300,4 milhões, em 2010 - USD 120,6 milhões, em 2011 - USD 591,1 milhões de dólares. No início de 2001, havia 1.300 empresas com capital chinês na Federação Russa, e o volume total de investimentos da China era de US$ 100 milhões. No início de 2004, havia apenas 423 empresas com capital chinês na Federação Russa, o volume total de investimentos da China ascendeu a 546,2 milhões de dólares.
Em 2015, a Rússia pagou integralmente o saldo de sua pequena dívida com a China, pagando 400,97 milhões de francos suíços: a maior parte dessa dívida foi fornecida durante a era soviética.

## Cooperação técnico-militar

### Período soviético
Em 1949-1962. A China recebeu gratuitamente 650 licenças para a produção de armas e equipamentos militares, e em 1958 (como afirmou N. S. Khrushchev) Moscou concluiu um acordo com Pequim sobre a "produção" de uma bomba atômica e deu-lhe um projeto fictício, mas por causa das reivindicações de Pequim sobre Vladivostok em 1959, o Acordo de cooperação no campo da indústria nuclear de 1957 foi suspenso. Além disso, em 1950-1960, cerca de 10.000 especialistas nucleares soviéticos visitaram a China. Em 1958, com o apoio de especialistas soviéticos, o primeiro reator de água pesada foi lançado na China.

### Entregas de armas russas
Em 1992, foi estabelecida a comissão intergovernamental mista russo-chinesa para cooperação técnico-militar. Define as principais áreas de interação e formas de implementação de projetos entre os dois países no campo da cooperação militar. A Comissão reúne-se uma vez por ano alternadamente em Moscou e Pequim.
Em 1992-2000 A Rússia entregou 281 caças pesados Su-27 /30 à China. Em 1995, foi confirmada a venda de quatro submarinos diesel da classe Varshavyanka à China. Em 2005, a China recebeu quatro destróieres e 12 submarinos da Rússia. Desde 2000, mísseis anti-navio Mosquito são fornecidos à China. A China também recebeu o sistema de mísseis antiaéreos Tor-M, mísseis de cruzeiro M-80E, bombas guiadas, sistemas de mísseis antiaéreos S- 300 PMU1, 200 tanques T-80Ue 1200 mísseis guiados para equipá-los. Os volumes de fornecimento foram muito significativos. Em 1992-2002 A China recebeu 1.000 projéteis de artilharia guiada Krasnopol e 1.200 mísseis ar-ar de curto alcance.

### A liberação de armas russas nas empresas da China

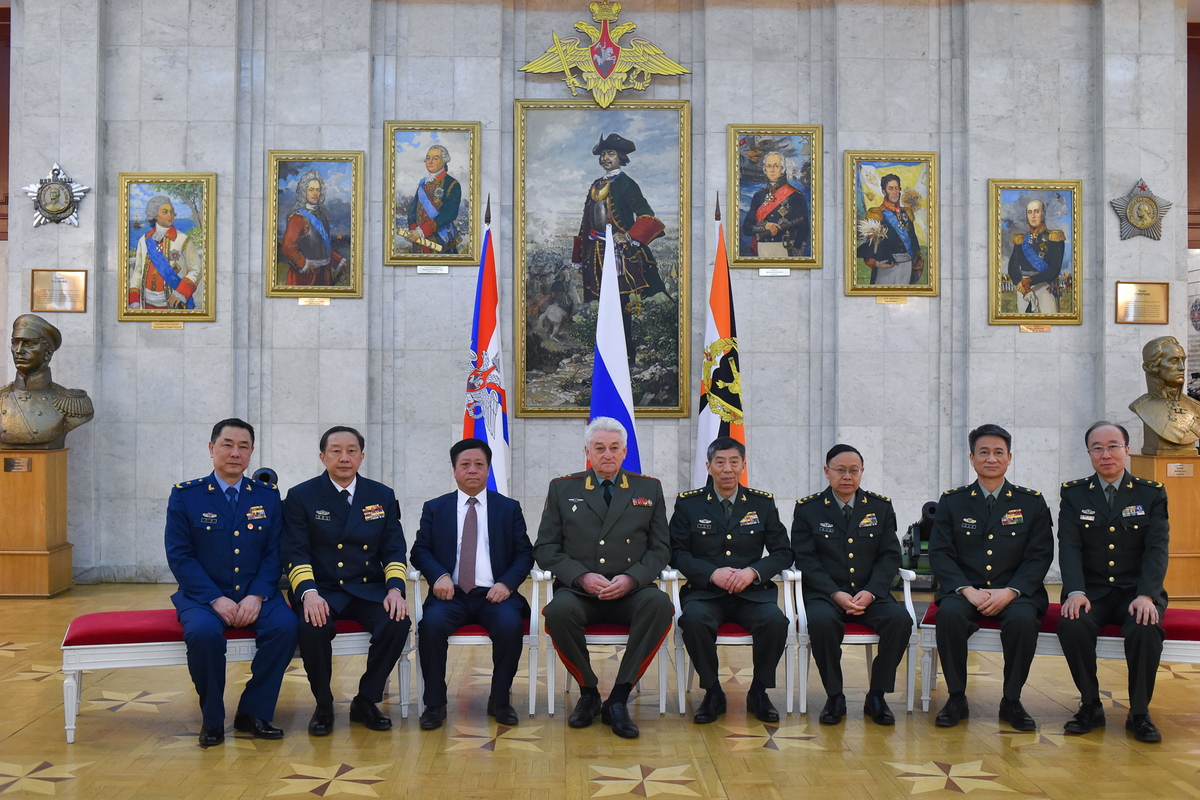
Visita de Ministro da Defesa chinês a uma academia militar russa em 2023

Em 1998, a produção de aeronaves Su-27 sob licença russa começou em uma fábrica de aeronaves em Shenyang e, em 2004, a primeira aeronave DLRO KJ-2000 foi montada lá. Em 2003, o caça conjunto russo-chinês FC-1  foi testado. O Yakovlev Design Bureau participou do desenvolvimento da aeronave de treinamento L-15. A China adquiriu uma licença para a produção de foguetes de artilharia guiados a laser e mísseis guiados " Bastion ".
De acordo com A. Khramchikhin, a cooperação militar entre a Federação Russa e a China tem a natureza de "transferir" as mais recentes tecnologias militares da Federação Russa. Tendo comprado uma licença para produzir uma cópia do Su-27, o lado chinês produziu apenas 105 máquinas das 200 planejadas (além disso, 40 delas estão em treinamento, o dobro). Então a China recusou a produção licenciada. Em vez disso, foi lançada uma cópia não licenciada , o J-11B. E a pior qualidade dos motores chineses em comparação com o AL-31F estimulou tentativas de transferência não autorizada este último (e seus componentes) na Federação Russa. Após a compra de amostras do Smerch MLRS no final da década de 1990, foi lançada a produção de cópias não licenciadas : PHL-03 e uma cópia completa do A-100.

## Cooperação no campo da ciência, educação e cultura
Nos anos do pós-guerra, as traduções de autores chineses foram publicadas muito ativamente na URSS: só nos anos 1946-1960, 976 livros foram publicados com uma circulação total de cerca de 43 milhões de cópias. Em 1952-1966, segundo dados oficiais chineses, 25.000 chineses foram formados nas universidades da URSS. Em 1993, mais de 1.000 cientistas da Rússia trabalhavam em universidades e institutos de pesquisa da República Popular da China. Na década de 1990, o intercâmbio estudantil se desenvolveu: em 1993, cerca de 12 mil estudantes da China estudavam em universidades russas (principalmente às suas próprias custas) e em 1997 havia cerca de 600 estudantes da Federação Russa em universidades da China. De acordo com o Ministério da Educação e Ciência da Federação Russa, no início de 2014, já havia 23.000 estudantes chineses estudando em universidades russas e cerca de 15.000 estudantes russos na China. Em 2014, havia 18 Institutos Confúcio na Rússia. Em 2010, o Instituto de Oceanografia de Qingdao, juntamente com o Instituto Oceanográfico Russo do Pacífico, realizou a primeira expedição oceanográfica russo-chinesa no Mar de Okhotsk. Nos anos 2000, três parques tecnológicos russo-chineses foram criados na China: em 2001 em Juhua (o primeiro technopark conjunto da Federação Russa e China), em 2006 em Changchun, em 2006 uma incubadora de alta tecnologia em Shenyang. Um parque tecnológico russo-chinês também foi criado em Harbin. Na Federação Russa, existe apenas um parque tecnológico russo-chinês "Druzhba", criado em 2003 em Moscou. Em 2019 haviam perspectivas de facilitação de vistos entre a Rússia e a China.

### Cooperação humanitária
Em 2004, a China doou US$ 600.000 à Federação Russa para restaurar escolas destruídas na Chechênia, e Moscou ajudou a província de Guizhou que sofreu com o frio, assim como a província de Sichuan após os terremotos de 2008 e 2010. Em 2010, Pequim destinou US$ 3,9 milhões em ajuda humanitária para ajudar a extinguir os incêndios florestais na Rússia.

### Medicina
Embora o primeiro médico da Rússia, o cirurgião inglês Thomas Garvin, tenha aparecido no Império Qing em 1715, a criação de uma rede russa de instituições médicas na China estava ligada à construção da Ferrovia Oriental Chinesa. A emigração branca levou ao reassentamento de um grande número de trabalhadores médicos russos na China. Em 1946-1957. mais de 3.000 trabalhadores médicos soviéticos trabalhavam em instituições médicas na China (Xinjiang, Manchúria, Pequim), que prestavam assistência médica a 2.650.000 cidadãos chineses. Em 1957, todas as instituições médicas soviéticas na China, bem como seus equipamentos e suprimentos de medicamentos, foram doados às autoridades da China.

## Turismo
A melhoria das relações entre a URSS e a China levou a que em 1990 a China fosse visitada por 109,8 mil turistas da União Soviética. Posteriormente, o número de turistas da Federação Russa aumentou para 1.080,0 mil em 2000 e atingiu o pico de 3.123 mil em 2008. Em 2013, 2.186 mil turistas russos visitaram a China. A China foi visitada em 2004 por 1.790.000 turistas da Rússia, o que colocou a Federação Russa em terceiro lugar (depois do Japão e da Coreia do Sul) no mundo em número de turistas que visitam a China.
Note-se que ao organizar viagens turísticas de cidadãos chineses à Federação Russa, há discriminação contra o lado russo (tradutores, guias, empresas de serviços - hotéis, lojas, etc.), uma vez que todos os fundos gastos pelos turistas vão para empresários chineses. Apenas seus hotéis acomodam turistas; apenas são visitadas as suas lojas de venda de souvenirs, etc.; Os tradutores russos estão desempregados e os chineses que os substituíram nem sempre fornecem informações confiáveis aos turistas. O crescimento das viagens turísticas e a permissão para os cidadãos estrangeiros comprarem terrenos (não terrenos agrícolas) levaram os cidadãos chineses, já sem candidatos, a comprar terrenos baratos para construir perto do Lago Baikal, construindo ali mini-hotéis e usando para receber grupos de turistas. As empresas que organizam essas viagens não usam guias e tradutores locais, pagam impostos à China e dizem aos turistas que a Federação Russa "possui temporariamente esta terra onde os chineses viviam". As violações da lei permanecem sem consequências.

### Aprendendizado do idioma russo na China
O início do estudo da língua russa na China é em 1708, quando foi aberta a primeira escola russa no Império Qing. Em 1960, foi publicado o Grande Dicionário Russo-Chinês. No início de 2009, a língua russa era ensinada em 61 universidades da China como principal especialidade por 652 professores e 6415 alunos. No início de 2009, na China, o russo como língua estrangeira era estudado por 30.000 alunos (sob a orientação de 600 professores), 70.000 alunos em 97 escolas.

### Aprendizado do idioma chinês na Rússia
No século 18, várias escolas de língua chinesa foram criadas na Rússia, mas não duraram muito: uma escola funcionou em 1739-1741 em Tobolsk; então em São Petersburgo em 1741-1751 funcionou a escola de I.K. Rossokhin, e no mesmo lugar a escola de A.L. Leontiev (1763-1767). Em 1798, uma escola foi oficialmente estabelecida no Colégio de Relações Internacionais para treinar tradutores de chinês, tártaro, persa, manchuriano e turco. Em 1727-1864, 48 estudantes da Rússia chegaram a Pequim para estudar (a Rússia foi o único país europeu que recebeu o direito sob o Tratado de Kyakhta de enviar estudantes para o Império Qing). Na Federação Russa, eles planejavam introduzir o idioma chinês no Exame do Estado Unificado em ~ 2018-2019 e esta será uma base suficiente para a admissão em uma universidade (como conhecimento de uma língua estrangeira).

## Migração

### Cidadãos chineses para a Rússia
Migração trabalhista da China durante o período soviético
O censo de 1923 identificou 50.188 trabalhadores chineses em Primorye. O início da primeira onda migratória do pós-guerra está associado à publicação em 17 de novembro de 1945 do Decreto do Conselho dos Comissários do Povo da URSS, que previa a atração de até 50 mil trabalhadores da Manchúria para empresas em as indústrias de ouro, tungstênio-molibdênio e estanho. Embora, na realidade, eles provavelmente conseguissem recrutar muito menos, mas os recrutados da China constituíam uma parte significativa da força de trabalho no Extremo Oriente - por exemplo, em 1946, 4 mil chineses trabalhavam no fundo Primorzoloto, incluindo 800 prisioneiros de guerra.
A próxima onda de migração laboral estava relacionada com a conclusão em 1954 de um acordo entre a URSS e a China para atrair 80.000 trabalhadores migrantes chineses para trabalhar na União Soviética. No entanto, em conexão com a subsequente ruptura real das relações soviético-chinesas, a migração laboral tornou-se impossível por muitos anos. A migração laboral da China para a URSS recomeçou em 1986, e já em 1989, 2.363 trabalhadores chineses trabalhavam na indústria da construção no Extremo Oriente. Já em 1995, 26,5 mil trabalhadores chineses trabalhavam legalmente na Federação Russa.
Migração de mão de obra da China após 1991
Uma das principais preocupações atuais é o problema da imigração espontânea e ilegal de cidadãos chineses para o território da Rússia, especialmente o Extremo Oriente russo. Acredita-se amplamente que, se essa tendência continuar, os russos no Extremo Oriente se tornarão uma minoria nacional, mais de cem milhões de pessoas vivem em três províncias do nordeste da China, enquanto do outro lado da fronteira a população que vive em 6,2 milhões de quilômetros quadrados do distrito federal do Extremo Oriente, diminuiu de cerca de nove milhões em 1991 para sete milhões em 2002.
Muitos especialistas notam uma forte superestimação da escala da “ameaça chinesa” na mídia moderna, programas de ciência popular e discursos de políticos, acreditando que os volumes reais de imigração da China ainda não nos permitem falar sobre a transformação dos russos no Extremo Oriente em uma “minoria nacional” no futuro previsível. No entanto, de acordo com muitos demógrafos russos , o número de chineses na Rússia é de 34.500 pessoas. de acordo com os dados do censo pode representar uma subcontagem, assumindo uma estimativa mais realista de 200.000 a 400.000. Por exemplo, de acordo com Zhanna Zaionchkovskaya, chefe do laboratório de migração populacional do National Economico número total de chineses atualmente na Rússia a qualquer momento (residentes ou turistas) é de cerca de 400.000. A presença dos chineses na Federação Russa também cria outros problemas: a possibilidade de sua participação em um conflito potencial, como durante a guerra sino-vietnamita.

### Da Rússia para a China
Por 15 anos (1997-2012), 15.404 pessoas deixaram a Federação Russa para a China para residência permanente. O ano de pico foi 2012, quando 4.358 russos imigraram (em 2011, apenas 507 russos).

## Cooperação internacional

### Trilateral com Índia
A ideia de criar um triângulo estratégico Rússia  - Índia  - China foi a primeira das figuras políticas conhecidas apresentadas em 1998 pelo primeiro-ministro russo Yevgeny Primakov. Incapaz de parar a próxima operação da OTAN contra a Iugoslávia, Primakov pediu a cooperação dos três países como uma espécie de contra-ataque à unipolaridade no mundo. Demorou, no entanto, vários anos para que essa proposta fosse apoiada pelos diplomatas. As primeiras reuniões trilaterais neste formato foram realizadas em Nova York durante as sessões da Assembléia Geral da ONU em 2002 e 2003 e em 2004  em Almati durante a Conferência sobre Interação e Medidas de Fortalecimento da Confiança na Ásia. Em junho de 2005, a reunião dos ministros das Relações Exteriores da Rússia, China e Índia ocorreu pela primeira vez no território de um dos três estados do "triângulo" - em Vladivostok.
A interação dos três estados, cuja população total é de 40% da população mundial, permite aumentar o peso internacional de cada um deles. A julgar pelas declarações dos dirigentes dos três países, sua cooperação não é dirigida contra ninguém, mas ao mesmo tempo é chamada a tornar o mundo multipolar e contribuir para a democratização da ordem mundial.
Cada um dos estados, aparentemente, persegue, além de interesses comuns, também individuais:
- Índia e China esperam ter acesso aos recursos energéticos russos – petróleo e gás ;
- A Rússia destaca a importância da cooperação prática na luta contra o terrorismo internacional, o tráfico de drogas e outras novas ameaças (especialmente na zona adjacente ao território dos três países – na Ásia Central, uma vez que um possível aumento do extremismo islâmico nesta região pode atingir cada um dos três estados);
- A Índia conta com apoio para suas aspirações de se tornar membro permanente do Conselho de Segurança da ONU ; Rússia e China concordam que a ONU precisa de reforma.
- A Índia procurou ingressar na Organização de Cooperação de Xangai (SCO; entrou em 2017 com o Paquistão) e desempenhar um papel mais ativo na Ásia Central.[11]

A cooperação no quadro do "triângulo" já permitiu iniciar o processo de normalização das relações entre a China e a Índia e a resolução dos problemas fronteiriços. As questões de fronteira entre a China e a Rússia foram totalmente resolvidas. Observadores apontam que a parceria dos três estados ainda não foi institucionalizada de forma alguma e, talvez, não assumirá formas jurídicas internacionais claras, pois isso significaria a formação de um centro de poder alternativo na Ásia aos Estados Unidos e inevitavelmente causar sua reação negativa. Atualmente, nenhum dos três estados gostaria disso por várias razões. Em particular, a Rússia vê os Estados Unidos como um parceiro na luta contra a proliferação de armas nucleares e na manutenção da estabilidade estratégica no mundo.

## Numismática
Em 3 de junho de 2019, o Banco da Rússia emitiu uma moeda comemorativa de prata com valor nominal de 3 rublos e uma moeda de ouro com valor nominal de 50 rublos “70 anos de estabelecimento de relações diplomáticas com a China”.